# 2134 Dennispalm
2134 Dennispalm eller 1976 YB är en asteroid i huvudbältet som upptäcktes den 24 december 1976 av den amerikanska astronomen Charles T. Kowal vid Palomar-observatoriet. Den har fått sitt namn efter C. Dennis Palm.
Asteroiden har en diameter på ungefär 6 kilometer.